# قائمة المذابح في السودان
فيما يلي قائمة بالمذابح التي حدثت في السودان الحديث (قد تكون الأرقام تقريبية):

## القائمة
| اسم                     | تاريخ         | الموقع                           | حالات الوفاة | ملاحظات |
| ----------------------- | ------------- | -------------------------------- | ------------ | --- |
| مذبحة مسجد الجرافة 2000 | 9 ديسمبر 2000 | أم درمان                         | 23           | 31 جريح |
| مجزرة القيادة العامة    | 3 يونيو 2019  | الخرطوم                          | +350         | يقول شهود عيان عدد الوفيات ما لا يقل عن 650 قتيلا                                                                                  |
| مجزرة العبيدية          | 29 يوليو 2019 | العبيدية                         | +8           | جميع الضحايا من الأطفال الذين أطلق عليهم قناصة قوات الدعم السريع النار. وتوفي الأطفال جراء إصابات مباشرة في الرأس وطلقات في الصدر. |
| مجزرة احتجاجات 30 يونيو | 30 يونيو 2019 | عبيد / الخرطوم / أم درمان / كسلا | 12           | 100+ جريح |

- 10 مايو / أيار 2019 - عشرة قتلى في اعتصام ود مدني لقوات الدعم السريع .
- 12 مايو / أيار 2019 - أكثر من 50 قتيلاً في القضارف على يد جهاز الأمن والمخابرات الوطني.[2]
- 13 مايو / أيار 2019 - القوات السريعة تقتل أكثر من 100 مدني وتجرح المئات في اعتصام الخرطوم.[3]
- 31 مايو / أيار 2019: مقتل 8 في أول اعتصام لمجزرة القيادة العامة لقوات الدعم السريع .

## انطر أيضًا
- الثورة السودانية